# Izbište
Izbište (cyr. Избиште) – wieś w Serbii, w Wojwodinie, w okręgu południowobanackim, w mieście Vršac. W 2011 roku liczyła 1472 mieszkańców.